# Gamanahalli, Shrirangapattana
Gamanahalli là một làng thuộc tehsil Shrirangapattana, huyện Mandya, bang Karnataka, Ấn Độ.